# Eberhard III de Nordgau
Eberhard III de Nordgau (855 - 920) fut le 9e comte de Nordgau de 864 à sa mort. 
Il appartient à la dynastie des Étichonides.

## Contexte
Eberhard est le premier membre de sa lignée sur lequel on dispose d'informations certaines. La Gesta Francorum  relève qu'un évêque nommé Notingum et le comte Eberhard sont les neveux du missi dominici nommé Hludowici lorsqu'ils sont reçus lors d'un concile tenu en février 858 à Ulm. Les Annales de Fulda  désignent également Eberhard comme le neveu d'un missi dénommé « Hludowici » en février 858.
Eberhard est comte de Nordgau en 888 lorsque son nom apparait dans une charte du roi de Germanie Arnulf de Carinthie du 26 mai 888, et comte d'Aargau en 891 lorsque le même Arnulf le mentionne lors d'une confirmation de donation en faveur de l'église de Strasbourg dans une charte du 22 avril 892. Comme Comte en Aargau (891), il effectue une donation en faveur de Saint-Gall le 26 août 894.

## Postérité
D'une épouse d'origine inconnue nommé Adelinda, il laisse un fils nommé Hugues qui apparaîtra comme comte de Nordgau en 910.
- Etichon-Adalric d'Alsace
  - Adalbert d'Alsace
    - Luitfrid Ier d'Alsace
      - Rhutard de Nordgau

  - Etichon II de Nordgau
    - Albéric Ier de Nordgau
      - Eberhard Ier de Nordgau
        - Albéric II de Nordgau
          - Eberhard II de Nordgau
            - Eberhard III de Nordgau
              - Hugues Ier de Nordgau
                - Eberhard IV de Nordgau
                  - Hugues II de Nordgau
                  - Eberhard V de Nordgau
                    - Hugues IV de Nordgau
                      - Hugues VI de Nordgau
                        - Henri Ier de Dabo
                          - Hugues VII de Dabo
                          - Albert Ier de Dabo
                            - Henri-Hugues VIII de Dabo
                              - Hugues II de Metz
                                - Albert II de Dabo-Moha